# واكانا يامازاكي
واكانا يامازاكي (山崎和佳奈 يامازاكي واكانا) هي مؤدية أصوات يابانية ولدت في 21 مارس 1965 في يوكوهاما، محافظة كاناغاوا.

## أدوارها في الأنمي

### مسلسلات أنمي تلفزيونية
- المحقق كونان - ران موري
- لاست إكسايل - صوفيا فورستر
- غوست سويبر ميكامي - ماريا
- لافليس - ميساكي أوياغي
- ون بيس - نوجيكو, نامي (بديلة)
- أبطال الديجيتال الجزء الثاني - شعشبونة/سيدة العناكب
- المقاتل المتنقل جي جاندام - باني
- إير جير - بينكيه
- بوكيمون - سنريسا
- دراغون بول سوبر - مونّا

فتى البرتقال اكيزوكي ميكو

### أنمي الإنترنت
- سينت سيا: سول أوف غولد - هيلينا

### أوفا أنمي
- أوشيو و تورا - هيزاكي ميكادو

### أفلام أنمي
- سلسلة أفلام المحقق كونان
  - المحقق كونان: العد التنازلي لناطحة السحاب - ران موري
  - المحقق كونان: الهدف الرابع عشر - ران موري
  - المحقق كونان: ساحر القرن الأخير - ران موري
  - المحقق كونان: أسير في عينيها - ران موري
  - المحقق كونان: عد تنازلي إلى الجنة - ران موري
  - المحقق كونان: خيال شارع بيكر - ران موري
  - المحقق كونان: تقاطع طرق في العاصمة القديمة - ران موري
  - المحقق كونان: ساحر السماء الفضية - ران موري
  - المحقق كونان: إستراتيجية ما فوق الأعماق - ران موري
  - المحقق كونان: لحن وداع المتحرين - ران موري
  - المحقق كونان: علم القراصنة في عرض المحيط - ران موري
  - المحقق كونان: لحن كامل من الرعب - ران موري
  - المحقق كونان: المطارد الأسود - ران موري
  - المحقق كونان: السفينة الضائعة في السماء - ران موري
  - المحقق كونان: 15 دقيقة من الصمت - ران موري
  - المحقق كونان: المهاجم الحادي عشر - ران موري
  - المحقق كونان: عين خفية في البحر البعيد - ران موري
  - لوبين الثالث ضد المحقق كونان: الفيلم - ران موري
  - المحقق كونان: قناص من بعد آخر - ران موري
  - المحقق كونان: تباعات الشمس الجهنمية - ران موري
  - المحقق كونان: الكابوس الأشد سوادا - ران موري
  - المحقق كونان: رسالة الحب القرمزية - ران موري
- ون بيس فيلم: سترونغ وورلد - نوجيكو

## وصلات خارجية
- واكانا يامازاكي على موقع IMDb (الإنجليزية)
- واكانا يامازاكي على موقع ميوزك برينز (الإنجليزية)
- واكانا يامازاكي على موقع ديسكوغز (الإنجليزية)
- واكانا يامازاكي على موقع قاعدة بيانات الفيلم (الإنجليزية)
- واكانا يامازاكي على موقع كينوبويسك (الروسية)
- واكانا يامازاكي على موقع ANN person (الإنجليزية)